# Øystein Pettersen
Øystein Pettersen (n. 19 ianuarie 1983, Oslo, Norvegia) este un schior de fond ce a reprezentat Norvegia, medaliat olimpic. A participat la o ediție a Jocurilor Olimpice (2010) în care a câștigat o medalie de aur.